# Mycena californiensis
Mycena californiensis é uma espécie de cogumelo da família Mycenaceae.